# خورخي آرسي
خورخي آرسي (بالإسبانية: Jorge Arce)‏ مواليد 27 يوليو 1979 في سينالوا، المكسيك، هو ملاكم مكسيكي سابق. حقق بطولة رابطة الملاكمة العالمية وبطولة المجلس العالمي للملاكمة وبطولة منظمة الملاكمة العالمية.

## إحصائيات
خاض خلال مسيرته 68 نزالا، فاز في 61.

## روابط خارجية
- خورخي آرسي على موقع IMDb (الإنجليزية)
- خورخي آرسي على موقع قاعدة بيانات الفيلم (الإنجليزية)
- خورخي آرسي على موقع بوكس ريك (الإنجليزية) (registration required)